# Allochthonius ishikawai
Allochthonius ishikawai es una especie de arácnido  del orden Pseudoscorpionida de la familia Chthoniidae. Presenta las siguientes subespecies:
- Allochthonius ishikawai deciclavatus
- Allochthonius ishikawai ishikawai
- Allochthonius ishikawai kyushuensis
- Allochthonius ishikawai shiragatakiensis
- Allochthonius ishikawai uenoi

## Distribución geográfica
Se encuentra en Japón.